# Magdalene Hoff
Magdalene Hoff (n. 29 decembrie 1940, Hagen, Germania – d. 29 martie 2017) a fost un om politic german, membru al Parlamentului European în perioada 1999-2004 din partea Germaniei.